# 石鎮吉
石 鎮吉（せき ちんきつ、Shi Zhenji、1835年 - 1860年）は、太平天国の指導者の一人。
広西省潯州府貴県出身。石達開の族弟で金田蜂起に参加して国宗と称した。1855年から石達開に従って江西省に入り、南昌で曽国藩を苦しめた。1856年から黄玉崑のもとで江西省での作戦を継続し、協天燕に封じられた。
天京事変の後、石達開の遠征に従った。1858年、石達開は福建省から湖南省の攻撃を図ったが、石達開率いる本隊は江西省を通過し、石鎮吉率いる分隊は広東省を通過することとなった。1859年、石鎮吉軍は湖南省に入ったが、石達開軍が宝慶を攻略できなかったため、広西省に転進することとなった。石鎮吉軍が先行して広西省に入り、桂林を包囲した。石達開の本隊も宝慶から続々とやってきたが、結局陥落させることができず、8月に撤退した。しかし10月に賓州の攻略に成功し、李錦貴らの民衆蜂起軍と連合して10万の兵を擁するようになった。その後西進して上林を奪取し、さらに百色庁を攻撃したが、これは落とすことができず、石達開の本隊と合流すべく撤退する途中、土司の襲撃を受けて捕らえられ、桂林で処刑された。